# Royal Dauphins mouscronnois
Royal Dauphins mouscronnois (RDM) est un club belge de natation et de water-polo, installé à Mouscron.

## Palmarès water-polo masculin
- 12 titres de champion de Belgique : 1999, 2000, 2002, 2003[1], 2010[2] 2011, 2015, 2016, 2017, 2019, 2023 et 2024[3].

- 9 coupes de Belgique : 1997, 2002, 2004, 2011, 2013, 2015, 2016, 2023 et 2024[4].